# Casper (film)
Casper (titlu original: Casper) este un film american de fantezie întunecată din 1995 regizat de Brad Silberling (debut regizoral). Rolurile principale (de voce) au fost interpretate de actorii Malachi Pearson, Christina Ricci și Bill Pullman. Filmul este bazat pe personajul Harvey Comics, Casper, fantoma prietenoasă, creat de Seymour Reit și Joe Oriolo.

## Prezentare
În Friendship, Maine, după moartea tatălui ei, moștenitoarea nevrotică și răsfățată, Carrigan Crittenden, descoperă că i-a fost lăsat prin testament doar Conacul Whipstaff, în timp ce marea avere a tatălui a fost dată la mai multe organizații de caritate. Carrigan și avocatul ei, Dibs, găsesc în actele testamentului o hartă despre o presupusă comoară ascunsă în interiorul conacului, dar găsesc proprietatea bântuită de o fantomă pe nume Casper și de unchii săi poltergeist, Trio-ul Fantomatic. Ei încearcă, fără succes, să scape de fantome prin intermediul experților paranormali și al unei echipe de demolări. Un Casper singuratic urmărește un reportaj de știri despre terapeutul paranormal James Harvey și se îndrăgostește imediat de fiica sa adolescentă, Kat, ceea ce îl face pe Casper să-l inspire pe Carrigan să-l cheme pe James la Whipstaff. Lui Kat nu-i place reputația tatălui ei și obsesia sa de a contacta fantoma regretatei sale soții, Amelia. Familia Harvey se mută în Whipstaff, dar încercarea lui Casper de a se împrieteni cu ei eșuează când unchii săi (Trio-ul Fantomatic) încearcă să-i chinuie și să-i sperie.
Casper câștigă încrederea familiei Harvey când le servește micul dejun și o urmărește pe Kat la școală, unde devine populară când clasa ei află că locuiește în Whipstaff și acceptă să găzduiască petrecerea lor de Halloween. Invidioasa ei colegă de clasă, Amber, complotează cu iubitul ei, Vic, să o umilească pe Kat în timpul petrecerii. James încearcă sesiuni de terapie cu Trio-ul Fantomatic, care nu numai că încearcă să le evite, dar și dezvăluie că o cunosc pe Amelia; în schimbul cererii lui Carrigan să-i lase în pace, ei promit că vor trece prin „birocrația” implicată pentru a-i face rost lui James de o întâlnire cu soția lui decedată.
Kat își dă seama că fantoma Casper nu are nicio amintire din viața sa și îi reface vechea cameră de joacă în pod pentru a și-o reaminti. Casper recunoaște o sanie veche de lemn pe care i-a cumpărat-o tatăl său și își amintește că s-a jucat afară până când a răcit puternic și a murit de pneumonie, devenind o fantomă pentru a-i ține companie tatălui său. Un articol dintr-un ziar dezvăluie că tatăl lui Casper a fost declarat nebun din punct de vedere legal după ce a construit un dispozitiv, Lazăr, despre care el a susținut că ar putea readuce morții la viață. Casper și Kat se aventurează la subsol și găsesc dispozitivul Lazăr. Carrigan și Dibs se strecoară înăuntru, fură formula care alimentează dispozitivul și complotează să folosească mașina, crezând că le-ar putea oferi nemurirea. Cu toate acestea, ei încearcă să se omoare între ei pentru a testa teoria și pentru a recupera comoara despre care cred că se află în seiful încuiat din subsol. Acest lucru culminează cu încercarea lui Carrigan de a da peste Dibs cu Range Rover-ul ei, doar ca să se izbească de un copac de pe stâncă. La ieșirea din mașină, Carrigan cade în abis, moare și devine o fantomă.
James devine descurajat după ce trio-ul de fantome i-a făcut o farsă, după ce au complotat să-l scoată în oraș. Ei plănuiesc să-l omoare din plictiseală, pentru a face un cvartet, dar s-au răzgândit după ce terapeutul beat declară că îl va scăpa pe Carrigan, astfel încât cei trei să poată rămâne acasă. Cu toate acestea, James cade accidental și moare într-o groapă.
În laborator, Carrigan, ca o fantomă furioasă, îi confruntă pe Casper și Kat, furând ceea ce ea crede a fi comoara din seif și aruncându-l pe Dibs prin o fereastră când încearcă să o contraatace. În timp ce Carrigan cere să fie readusă la viață, Casper și Kat o păcălesc pe Carrigan să spună că nu are nicio treabă neterminată pe Pământ, ceea ce face să fie dusă în viața de apoi. După ce fantoma lui Carrigan se dezintegrează și dispare, cufărul pe care îl ținea cade pe podea și capacul se deschide, dezvăluind comoara din interior: prețuita minge de baseball a lui Casper, semnată de Duke Snider; harta făcea parte doar dintr-un joc pe care Casper l-a jucat cu tatăl său. James, acum o fantomă, se întoarce cu unchii lui Casper, iar disperarea lui Kat în această privință îl determină pe Casper să-și sacrifice singura șansă de a reveni la viață, doar ca James să redevină om.
Petrecerea de Halloween începe la parter; farsa lui Amber și Vic este zădărnicită de Trio-ul Fantomatic și cei doi fug îngroziți. Amelia, acum un înger, se întâlnește cu Casper singur în camera lui de jucării, mulțumindu-i pentru curaj și sacrificiu și face o înțelegere ca a Cenușăresei să poată participa la petrece sub forma fizică până la ora zece, când va redeveni fantomă. Astfel poate să participe la petrecere și să danseze cu Kat. Amelia se întâlnește cu James și îi spune că a fost atât de mulțumită de familia ei cât era în viață, încât nu are nicio treabă neterminată și îl încurajează să meargă mai departe, explicând în același timp că Trio-ul Fantomatic și-a ținut promisiunea de a-i programa o întâlnire cu ea. Amelia pleacă în timp ce ceasul bate ora zece, promițându-i lui James că ei și Kat vor fi din nou împreună într-o zi și, după ce o sărută pe Kat, Casper se transformă din nou într-o fantomă, ceea ce îi sperie pe oaspeți. Kat este totuși impresionată de petrecere, despre care James spune că nu s-a terminat, indicând Trio-ului Fantomatic să cânte melodia nepotului lor pentru ca ei să danseze.

## Distribuție
- Malachi Pearson - vocea lui Casper McFadden, o fantomă singuratică care a fost inițial un băiat de 12 ani care a murit de pneumonie. Își petrece cea mai mare parte a vieții de apoi în Whipstaff, ocupându-se de unchii săi fantomatici și macabri, în timp ce speră să-și găsească o prietenă.
  - Devon Sawa - Casper în forma sa umană, la petrecere
- Christina Ricci - Kathleen „Kat” Harvey, fiica lui James în vârstă de 13 ani și interesul amoros al lui Casper, ea și-a pierdut mama și vrea să-și facă un prieten. Înainte ca Ricci să fie distribuită, Scarlett Johansson și Kirsten Dunst au fost ambele luate în considerare pentru acest rol.
- Bill Pullman - Dr. James Harvey, tatăl lui Kat; un terapeut fantomă care interacționează cu „cei cu probleme”, ajutându-i să treacă în următoarea dimensiune în timp ce speră să-și găsească soția decedată. Înainte ca Pullman să fie distribuit, Tom Hanks, Jim Carrey, Steve Martin, John Ritter, Rick Moranis, Dennis Quaid, Kurt Russell, Michael Keaton, Martin Short, Tim Allen, Robin Williams, Chevy Chase și Phil Hartman au fost toți luați în considerare pentru acest rol.
- Joe Nipote - vocea lui Stretch, membrul principal al Trio-ului Fantomatic și unul dintre unchii lui Casper care își bat joc de Dr. Harvey.
- Joe Alaskey - vocea lui Stinkie, membrul principal al Trio-ului Fantomatic și unul dintre unchii lui Casper care își bat joc de Dr. Harvey.
- Brad Garrett - vocea lui Fatso, membrul principal al Trio-ului Fantomatic și unul dintre unchii lui Casper care își bat joc de Dr. Harvey.
- Cathy Moriarty - Catherine "Carrigan" Crittenden, o femeie voluptoasă, perfidă și lacomă, supărată că răposatul ei tată i-a lăsat doar Conacul Whipstaff în testamentul său. Ea descoperă că în casă s-ar afla o comoară, dar nu știe că în seif se află doar o bâtă de baschet cu semnătură. Ea îl angajează pe Dr. Harvey să exorcizeze fantomele pentru a pune mâna pe ea. Carrigan moare în cele din urmă și devine o fantomă. Înainte ca Moriarty să fie distribuită, au fost luate în considerare pentru acest rol Glenn Close, Kathleen Turner, Carrie Fisher, Miranda Richardson, Sigourney Weaver și Michelle Pfeiffer.
- Eric Idle - Paul "Dibs" Plutzker, avocatul lui Carrigan care o ajută să găsească presupusa comoară din conac. Înainte ca Idle să fie distribuit, Gene Wilder, Hugh Laurie, Patrick McGoohan, Stephen Fry, Leslie Nielsen, Gregory Peck, John Cleese și Rowan Atkinson au fost luați în considerare pentru acest rol.
- Garette Ratliff Henson - Vic DePhillippi, iubitul lui Amber.
- Jessica Wesson - Amber Whitmire, rivala lui Kat, iubita lui Vic.
- Amy Brenneman - Amelia Harvey, soția decedată a lui James și mama decedată a lui Kat.
- Ben Stein - Rugg, avocatul lui Carrigan.
- Chauncey Leopardi și Spencer Vrooman - Nicky și Andreas, doi băieți care explorează Whipstaff în scena de la începutul filmului.
- Wesley Thompson - Mr Curtis, profesorul lui Kat, Amber și Vic.
- Michael McCarty - un bețiv de la bar.

### Roluricameo
- Don Novello - Father Guido Sarducci, chemat de Carrigan pentru a încerca un exorcizare.
- Dan Aykroyd - Ray Stantz, chemat de Carrigan pentru a extermina Trio-ul Fantomatic.
- Fred Rogers (imagini de arhivă)
- Terry Murphy
- Clint Eastwood
- Rodney Dangerfield
- Mel Gibson
- John Kassir -  Crypt Keeper (voce)
  - Brock Winkless a interpretat păpușa Crypt Keeper în acest film[13]
- Steven Spielberg (scene șterse)
- Jess Harnell - vocea transformării lui Casper ca Arnold Schwarzenegger